# Yavuzeli
Yavuzeli (ehemals Cingifedir; von kurdisch جينكيفه Cîngîfe) ist eine Stadtgemeinde (Belediye) im gleichnamigen Ilçe (Landkreis) der Provinz Gaziantep in der türkischen Region Südostanatolien und gleichzeitig ein Stadtbezirk der 1986 gebildeten Büyükşehir belediyesi Gaziantep (Großstadtgemeinde/Metropolprovinz). Seit einer Gebietsreform ab 2013 ist die Gemeinde flächen- und einwohnermäßig identisch mit dem Landkreis.
Yavuzeli liegt im Nordosten der Provinz und grenzt an die Provinzen Kahramanmaraş im Westen und Şanlıurfa im Osten.
Ebenso wie der nördliche Nachbarkreis Araban wurde 1958 der Kreis Yavuzeli vom zentralen Landkreis (Ilçe Merkez) abgetrennt (Gesetz Nr. 7033). Bis dahin gehörten die Dörfer zum Nahiye/Bucak Cingife. 1960 hatte der neue Kreis (auf 463 km²) 11.227 Einwohner in 29 Dörfern und 988 Einwohner in der Kreisstadt (Şehir). Yavuzeli hieß zuvor Cingifedir und wurde 1958 umbenannt, nach Yavuz Sultan Selim, der hier 1517 während eines Feldzuges Rast machte.
(Bis) Ende 2012 bestand der Landkreis aus der Kreisstadt  und 39 Dörfern (Köy), die während der Verwaltungsreform 2013/2014 in Mahalle (Stadtviertel/Ortsteile) überführt wurden, die fünf Mahalle der Kreisstadt blieben unverändert erhalten. Durch die Herabstufung der Dörfer stieg die Anzahl der Mahalle auf 44. Ihnen steht ein Muhtar als oberster Beamter vor.
Ende 2020 lebten durchschnittlich 513 Menschen in jedem  Mahalle, 3.546 Einw. im bevölkerungsreichsten (Büyükkarakuyu Mah.).
An der Grenze zu Şanlıurfa liegt am Euphrat die Burgruine Rum Kalesi.